# 135 f.Kr.

## Händelser

### Efter plats

#### Baktrien
- Vid Menander I:s död efterträds han av Epander.

#### Romerska republiken
- Det första slavkriget utbryter.

## Födda
- Sima Qian, kinesisk historiker (född detta år eller 145 f.Kr.)
- Posidonios från Apamea, grekisk stoiker, filosof och vetenskapsman (död 51 f.Kr.)

## Avlidna
- Menander I, kung av Baktrien sedan omkring 160 f.Kr.
- Dou (Han Wendi), kinesisk kejsarinna.